# Carl Alexander (Sachsen-Weimar-Eisenach)

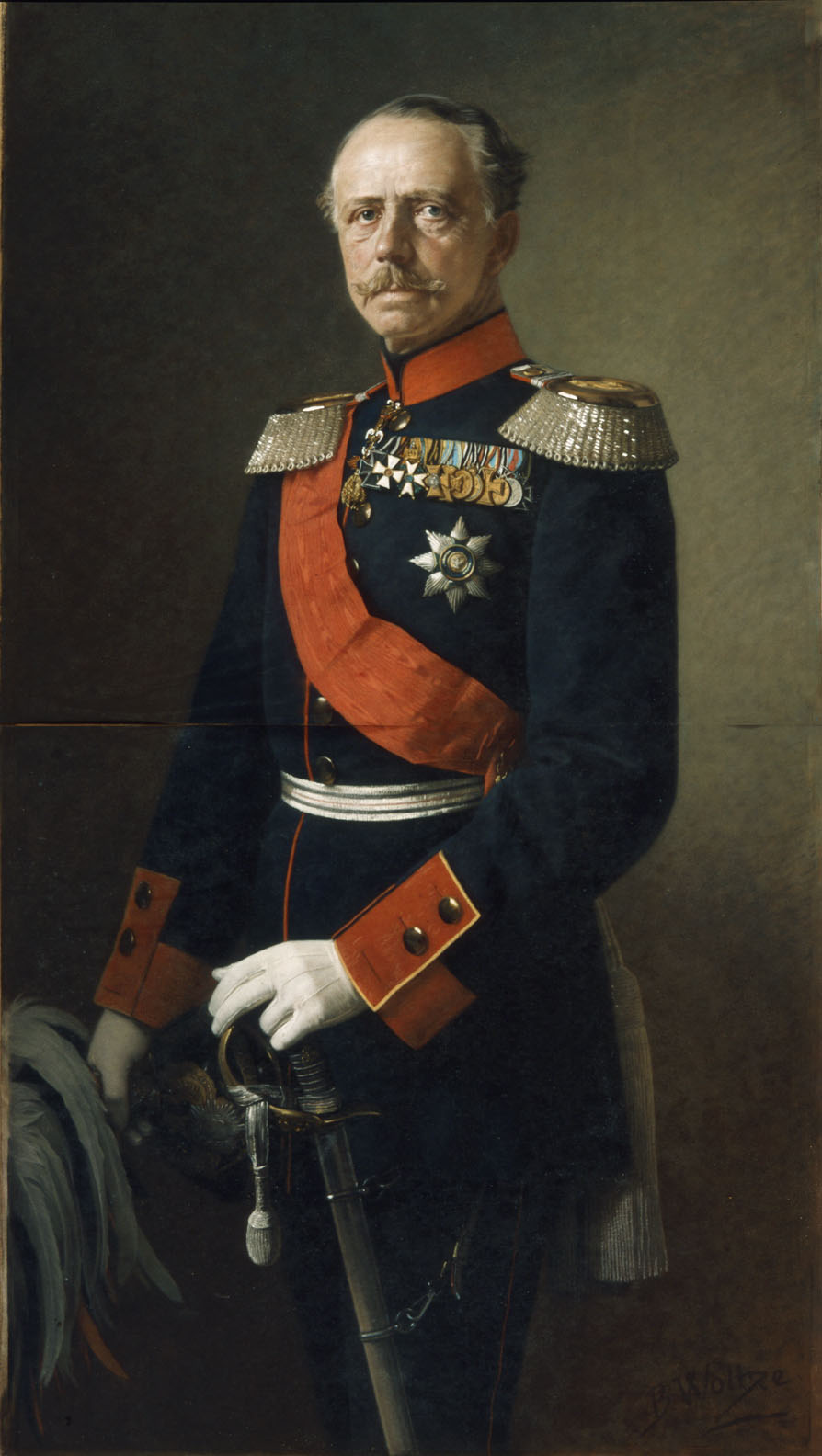
Großherzog Carl Alexander von Sachsen-Weimar-Eisenach

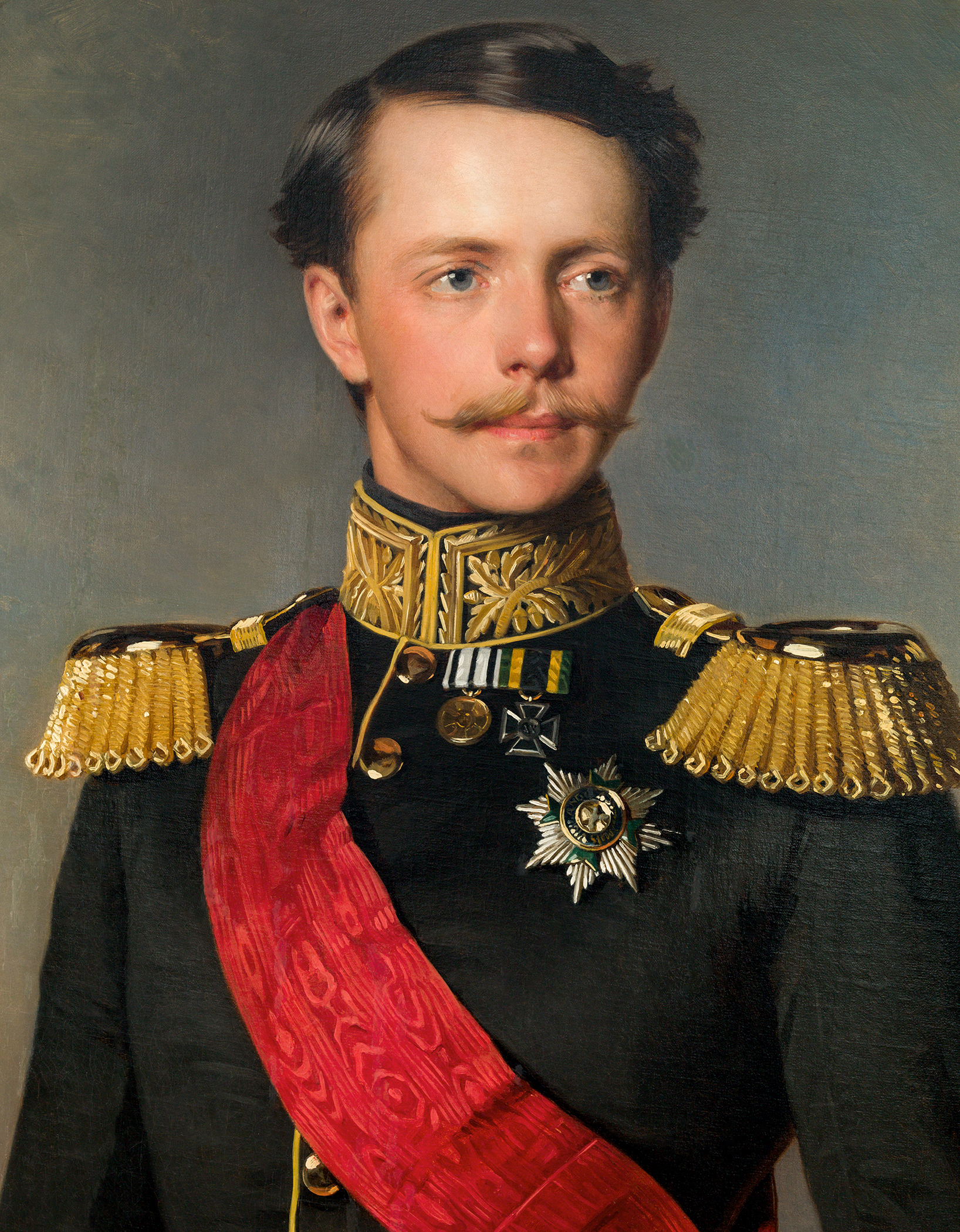
Carl Alexander (1818–1901), 1855

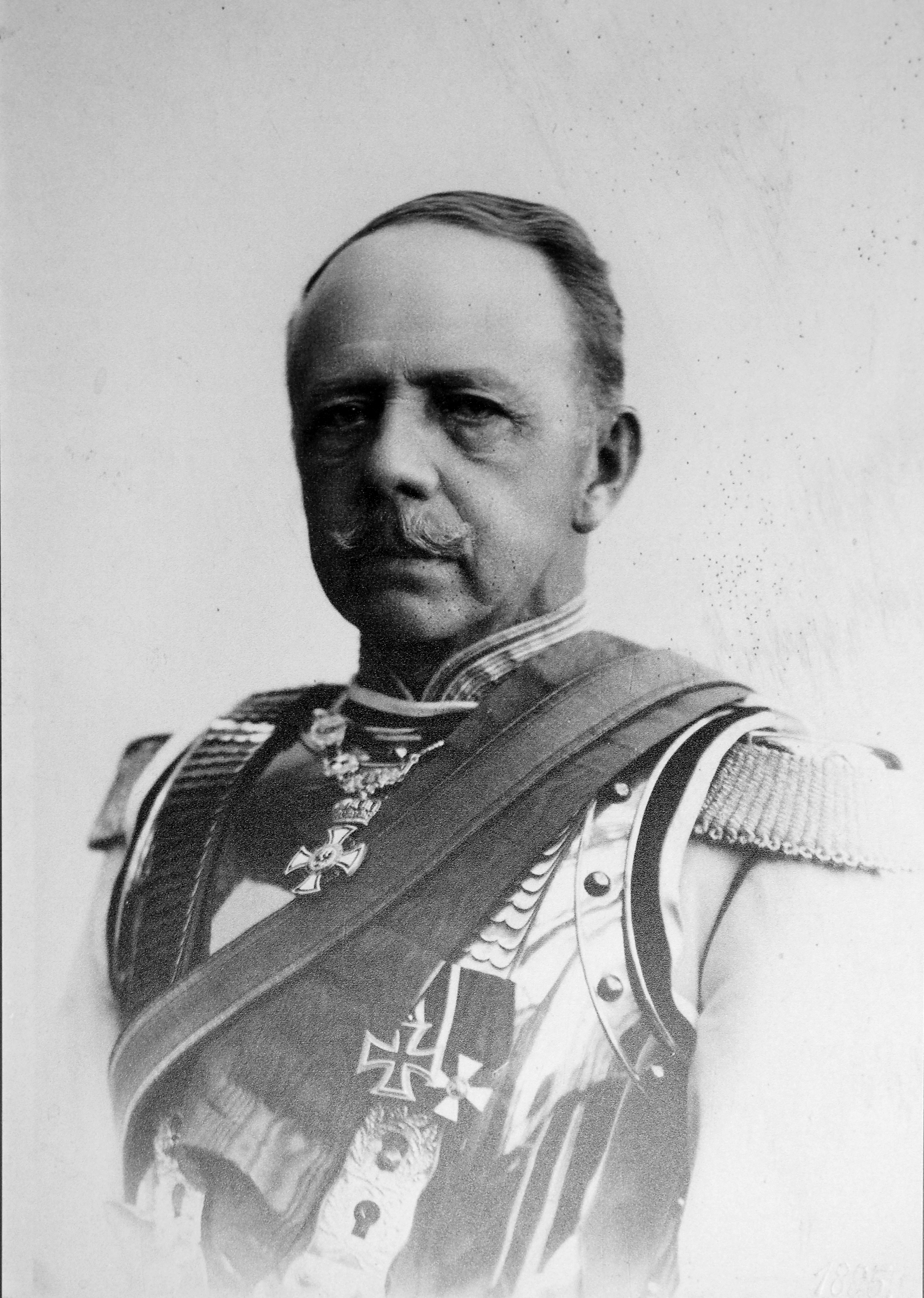
Carl Alexander, Porträtfoto von Louis Held

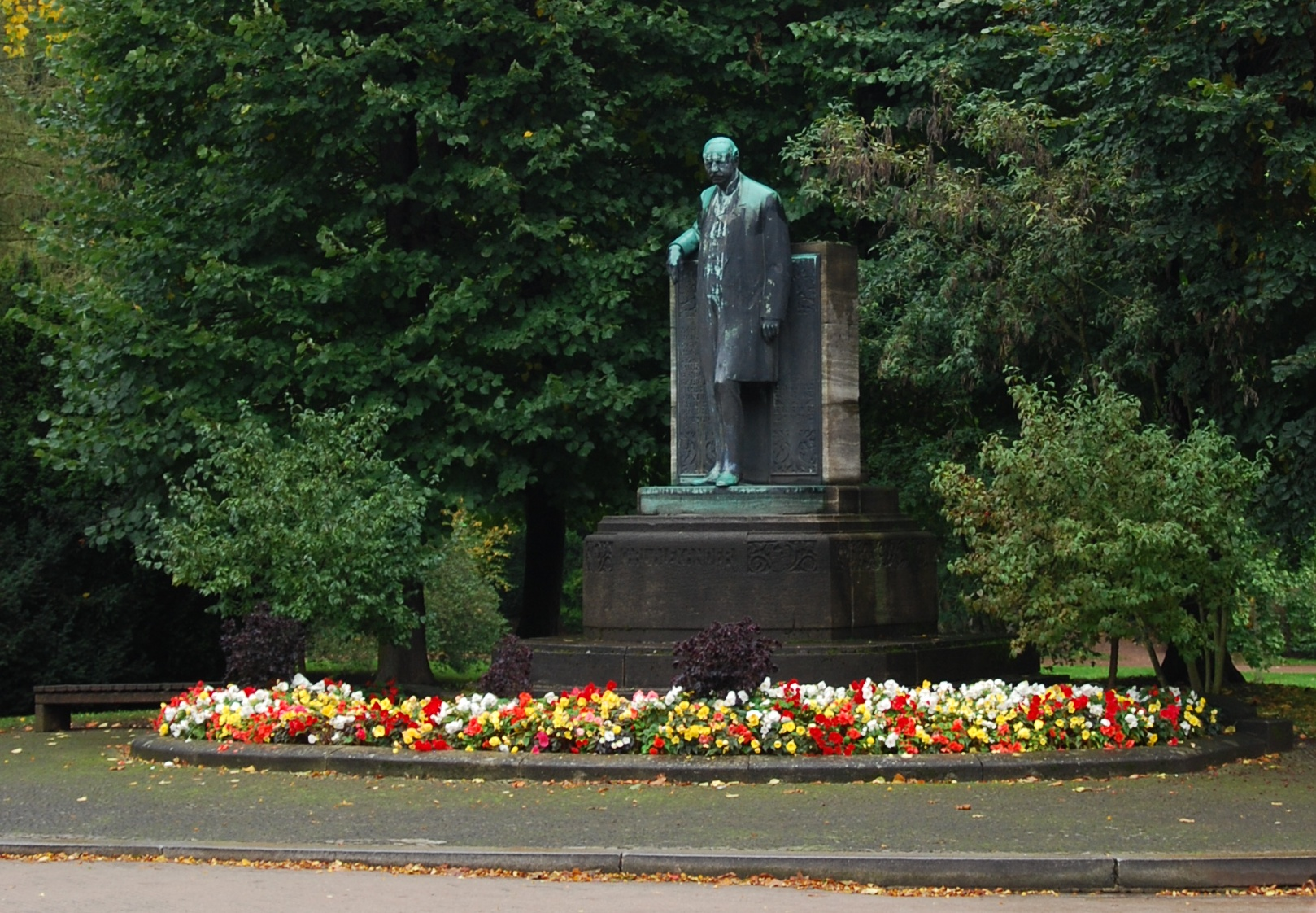
Denkmal für Carl Alexander in Eisenach

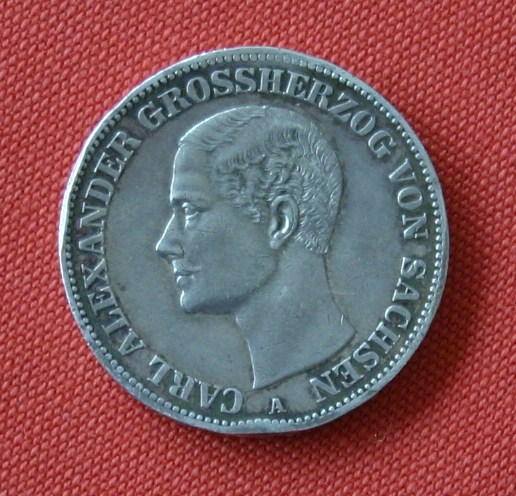
Vereinsthaler Großherzog Carl Alexanders, 1858

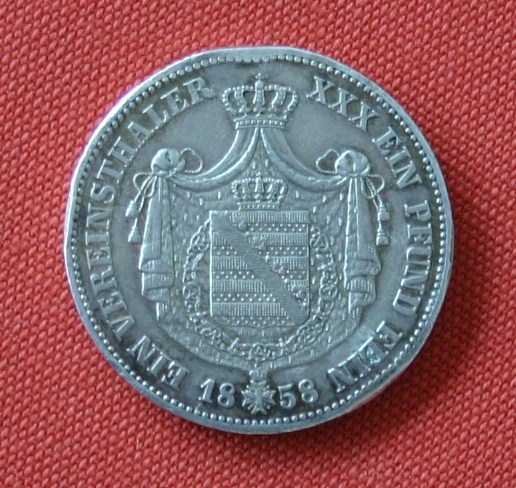
Revers eines Vereinsthalers Großherzog Carl Alexanders, 1858

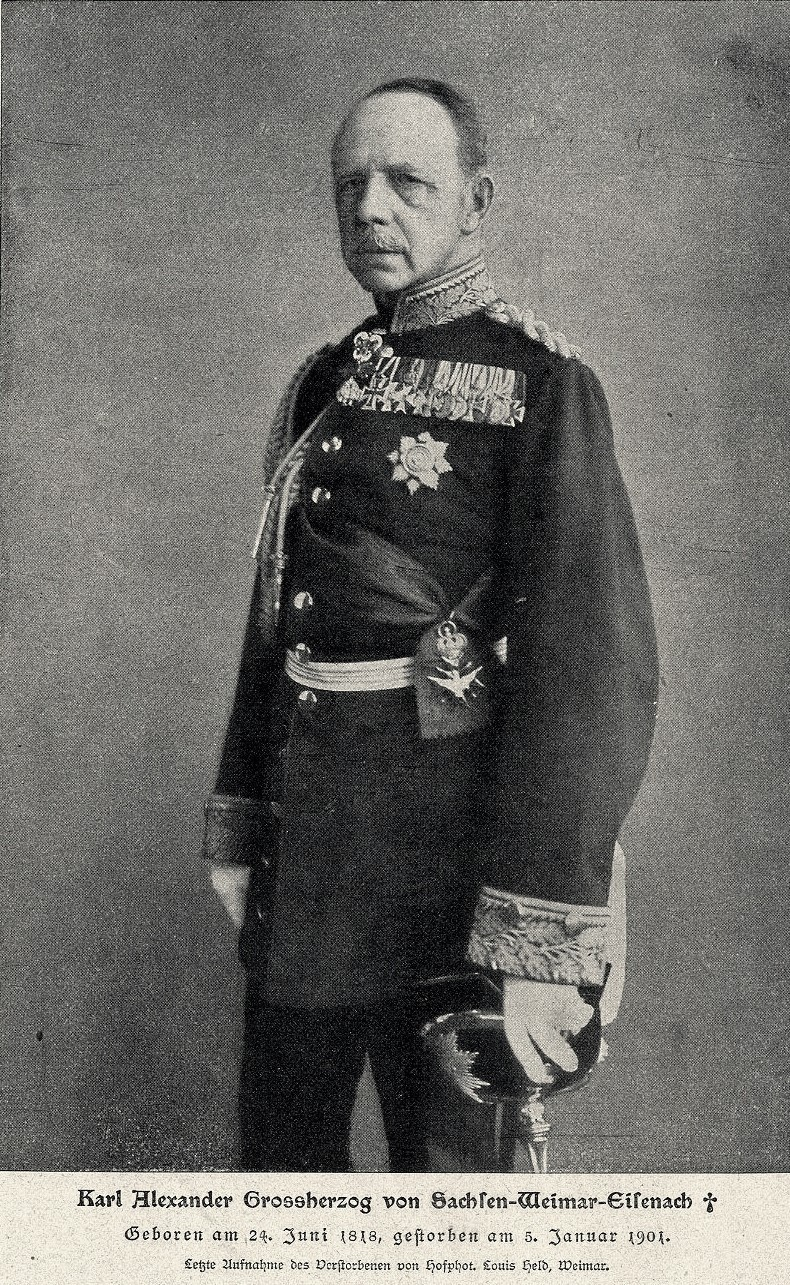
Carl Alexander (1900), letzte Aufnahme von Louis Held

Carl Alexander August Johann, auch Karl Alexander August Johann (* 24. Juni 1818 in Weimar; † 5. Januar 1901 ebenda), war Großherzog von Sachsen-Weimar-Eisenach.

## Leben
Carl Alexander war der Sohn von Großherzog Carl Friedrich von Sachsen-Weimar-Eisenach und der Zarentochter Maria Pawlowna.
Dem jungen Prinzen ließ man schon früh eine sorgfältige Ausbildung durch den geachteten Schweizer Erzieher Frédéric Soret zukommen. Ein besonderes Talent wurde ihm bei der Aneignung von Fremdsprachen zugestanden. An den Privatunterricht schlossen sich 1835 zweijährige Studien (Rechtswissenschaft, Geschichte und Naturwissenschaften) an den Universitäten in Leipzig und Jena sowie eine militärische Ausbildung an. 1841 beendete er das Studium als Dr. jur. in Jena.
Von Kindheit an war er mit Walther von Goethe, dem Enkel von Johann Wolfgang von Goethe, befreundet, der im gleichen Jahr wie Carl Alexander in Weimar geboren wurde. Später ernannte der Großherzog seinen Freund aus Kindheitstagen zu seinem Kammerherrn und verlieh ihm den Hausorden vom Weißen Falken.
Carl Alexander heiratete am 8. Oktober 1842 in Den Haag seine Cousine, Prinzessin Sophie von Oranien-Nassau, Tochter des Königs Wilhelm II. der Niederlande und dessen Frau Anna Pawlowna, einer Schwester seiner Mutter.
Mit seinen eher liberalen Ansichten war Carl Alexander in aristokratischen Kreisen ein Sonderling; die guten Kontakte zu zahlreichen politischen Publizisten und Schriftstellern der 48er mögen ihn dagegen vor möglichen innenpolitischen Fehlern beschützt haben. In dieser revolutionären Zeit war Weimar der sichere Zufluchtshafen für verfolgte liberale Künstler. 1851 übernahm er das Protektorat über die Weimarer Freimaurerloge. Obwohl Carl Alexander mit Fanny Lewald und Hans Christian Andersen befreundet war, trat er im
Ersten Deutsch-Dänischen Krieg als Erbgroßherzog 1849 unter der Paulskirchenverfassung in den Krieg gegen Dänemark zugunsten der Erwerbung Schleswig-Holsteins ein. Am 8. Juli 1853 wurde er Großherzog – mit verfassungsmäßigem Regierungsantritt an  Goethes Geburtstag, dem 28. August 1853.
Preußens Abwesenheit am Frankfurter Fürstentag 1863, die dessen Scheitern bewirkte, bedauerte Carl Alexander, und im Deutschen Krieg 1866 schloss er sich nur aufgrund eines bismarckischen Ultimatums Preußen an. Am Deutsch-Französischen Krieg 1870–1871 nahm Carl Alexander lediglich in „Samariterdiensten“ teil, betonte aber zeitlebens seinen Kriegseintritt zugunsten Schleswigs 1849. Der Großherzog beteiligte sich, zusammen mit seinem Sohn Karl August, an der Kaiserproklamation in Versailles am 18. Januar 1871. Den von Preußen geschürten Kulturkampf im jungen Deutschen Reich lehnte er ab, und als 1878 das Sozialistengesetz erlassen wurde, äußerte er ein gewisses Verständnis für die Sozialdemokratie: „Das Unglück ist, daß etwas Wahres in den sozialistischen Lehren liegt.“

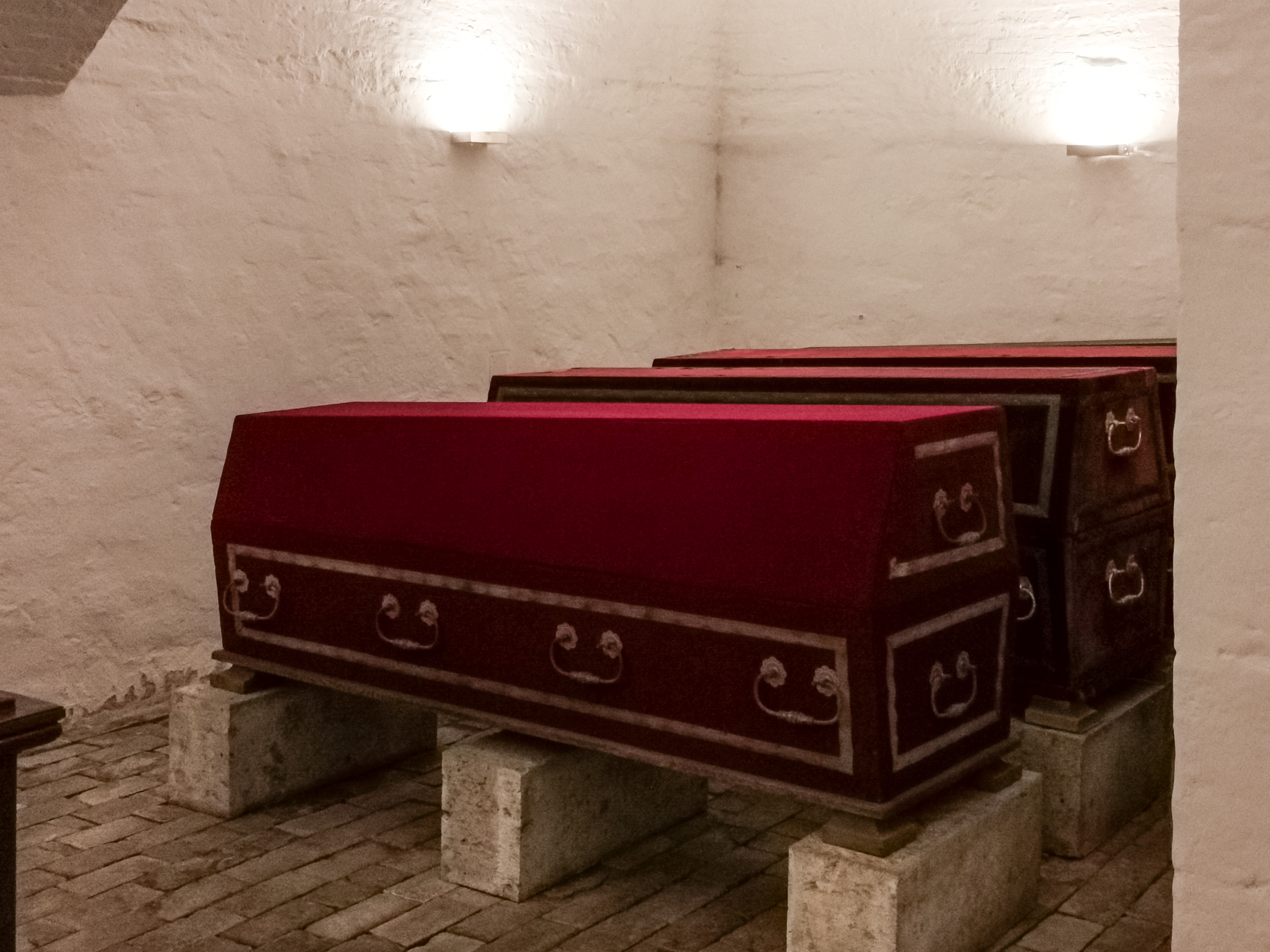
Sarg in der Fürstengruft (zweiter von vorn)

Ansatzweise kolonialistische Bestrebungen in Ostasien mündeten letztlich in der aktiven Schirmherrschaft (Funktion als „Protektor“) des „Allgemeinen evangelisch-protestantischen Missionsvereins“, der heutigen Deutschen Ostasienmission.
Sein Sarg befindet sich auf dem Historischen Friedhof Weimar in der Fürstengruft.

## Kulturelles Wirken
Carl Alexander setzte bereits ab 1838 umfangreiche Mittel zur Erneuerung der Wartburg ein und hinterließ an vielen Stellen der Stadt Eisenach seine Spuren. Er förderte Franz Liszt und Richard Wagner (in Eisenach befindet sich eine bedeutende Richard-Wagner-Sammlung im Hause Fritz Reuter), bewahrte die Tradition der Weimarer Klassik und gab der Weimarer Altstadt ihr Erscheinungsbild mit der Errichtung der Denkmäler Herders, Wielands und 1857 des Goethe-Schiller-Denkmals. 1860 stiftete er die Großherzogliche Kunstschule Weimar (mit Arnold Böcklin, Franz von Lenbach und dem Plastiker Reinhold Begas). Die Landschaftsmalerei machte die thüringische Landschaft bewusst, die Historienmalerei diente der Vergegenwärtigung historischen Geschehens auf der Wartburg und die Genremalerei der Darstellung des Menschen in seinem täglichen Umfeld. In ihrem Umkreis entwickelte sich die sogenannte Weimarer Malerschule, die als Wegbereiterin der Freilichtmalerei und des Impressionismus in Deutschland eine führende Rolle spielte. Ein Großteil der Sammlung wurde von Großherzog Carl Alexander und seinem Nachfolger Wilhelm Ernst für das ehemalige Großherzogliche Museum erworben. Weitere Schenkungen und Ankäufe kamen hinzu, von denen die Klassik Stiftung Weimar heute den größten Teil in ihren Sammlungen besitzt. Es folgten 1872 die Gründung der Weimarer Musikschule, 1876 die Gründung des Gymnasiums Carolo-Alexandrinum zu Jena, 1886 die teilweise Umgestaltung des  Goethe-Nationalmuseums in Weimar, die Eröffnung des  Goethe- und Schiller-Archivs  1887 und schließlich 1889 die Schaffung der  Goethe-Nationalmuseums in Eisenach.
Seine mit dem Weimarer Kongress des Goethe-Bundes (Lex Heinze) November 1900 ausgeklungene Regierungszeit wird als Silbernes Zeitalter Weimars bezeichnet.
Als Carl Alexander im Jahr 1901 82-jährig starb, hatte er bereits zwei seiner vier Kinder überlebt. Darunter war auch sein einziger Sohn, der bereits 1894 verstorben war. So trat dessen Sohn Wilhelm Ernst von Sachsen-Weimar-Eisenach die Regierung an und schuf das Neue Weimar mit Henry van de Velde, Hans Olde und dem Bildhauer Adolf Brütt.

## Nachkommen
Aus seiner 1842 geschlossenen Ehe mit Prinzessin Sophie der Niederlande stammen vier Kinder:
- Karl August (1844–1894), Erbgroßherzog von Sachsen-Weimar-Eisenach

⚭ 1873 Prinzessin Pauline von Sachsen-Weimar-Eisenach (1852–1904)
- Marie Alexandrine (1849–1922)

⚭ 1876 Prinz Heinrich VII. Reuß zu Köstritz (1825–1906)
- Anna (1851–1859)
- Elisabeth (1854–1908)

⚭ 1886 Herzog Johann Albrecht zu Mecklenburg (1857–1920)

## Denkmäler
Eine Erinnerungsstele ist im Wald bei Bad Berka erhalten.
Zu Ehren Carl Alexanders ließ Hofrat Alexander Ziegler 1867 den Carl-Alexander-Turm auf dem Ringberg bei Ruhla erbauen. Der Turm existiert heute noch und ist der einzige Aussichtsturm im westlichen Thüringer Wald.
Sein Denkmal als „Bewahrer der Weimarer Kultur“ schuf 1907 der Bildhauer Adolf Brütt für Weimar in der neugegründeten Weimarer Bildhauerschule. 1938 für einen Auftritt Hitlers versetzt, wurde das Reiterstandbild 1946 zur 1. Maifeier der SED entfernt, der Sockel vergraben. Das Reiterbildnis ist seitdem verschwunden. Ob es eingeschmolzen oder in die Sowjetunion abtransportiert worden ist, weiß man nicht. Der wiederaufgefundene Sockel wurde zunächst auf dem Beethovenplatz, seit Sommer 2003 mit einem stilisierten Aufsatz in Form eines Reiterbildnisses auf dem Goetheplatz provisorisch aufgestellt. Seit dem 23. Juni 2006 steht der Sockel endgültig mit neuem Fundament auf seinem Ursprungsort, dem heutigen Goetheplatz.
Auf das erhaltene Standbild Carl Alexanders in Eisenach am Fuß der Wartburg nahm Brütt in seiner Eigenschaft als Leiter der neuen Bildhauerschule Einfluss – daher eine Ähnlichkeit mit dem Standbild Friedrich von Esmarchs für Tönning.
Das 1876 eingeweihte Jenaer Gymnasium erhielt 1880 den Namen Carolo-Alexandrinum.

## Ausstellung
Anlässlich seines 200. Geburtstags würdigte die Klassik Stiftung Weimar Großherzog Carl Alexander vom 4. Mai bis 1. Juli 2018 mit einer Ausstellung. Unter dem Titel „Chrysantheme und Falke. Carl Alexander und Japan – Weimar, Jena, Tokio“ sollten im Weimarer Stadtschloss die besonderen Beziehungen des Fürsten zu Japan beleuchtet werden. Die Ausstellung entstand in Kooperation mit dem Universitätsarchiv der Friedrich-Schiller-Universität Jena und dem Landesarchiv Thüringen / Hauptstaatsarchiv Weimar und wurde durch ein entsprechendes Rahmenprogramm flankiert.

## Veröffentlichungen
- Tagebuchblätter von einer Reise nach München und Tirol im Jahre 1858. Hrsg. v. Conrad Höfer, Verlag Philipp Kühner, Eisenach 1933.

Briefwechsel
- Briefwechsel zwischen Joseph Viktor von Scheffel und Carl Alexander, Großherzog von Sachsen-Weimar-Eisenach, Karlsruhe 1928.
- Carl Alexander und die Wartburg in Briefen an Hugo von Ritgen, Moritz von Schwind und Hans Lucas von Cranach. Letsch, Hannover 1925.
- Großherzog Carl Alexander und Fanny Lewald-Stahr in ihren Briefen 1848–1889. 2 Bde., eingeleitet und hrsg. v. Rudolf Göhler, Mittler, Berlin 1932.
- Mein edler, theurer Großherzog! Briefwechsel zwischen Hans Christian Andersen und Großherzog Carl Alexander von Sachsen-Weimar-Eisenach. Hrsg. v. Ivy York Möller-Christensen und Ernst Möller-Christensen. Wallstein, Göttingen 1992.
- Mein gnädigster Herr! Meine gütige Korrespondentin! Fanny Lewalds Briefwechsel mit Carl Alexander von Sachsen-Weimar 1848 - 1889. Mit einer Einführung von Eckart Kleßmann, Böhlau, Weimar 2000.